# Szkoła Podstawowa im. Henryka Sienkiewicza w Jabłonkowie

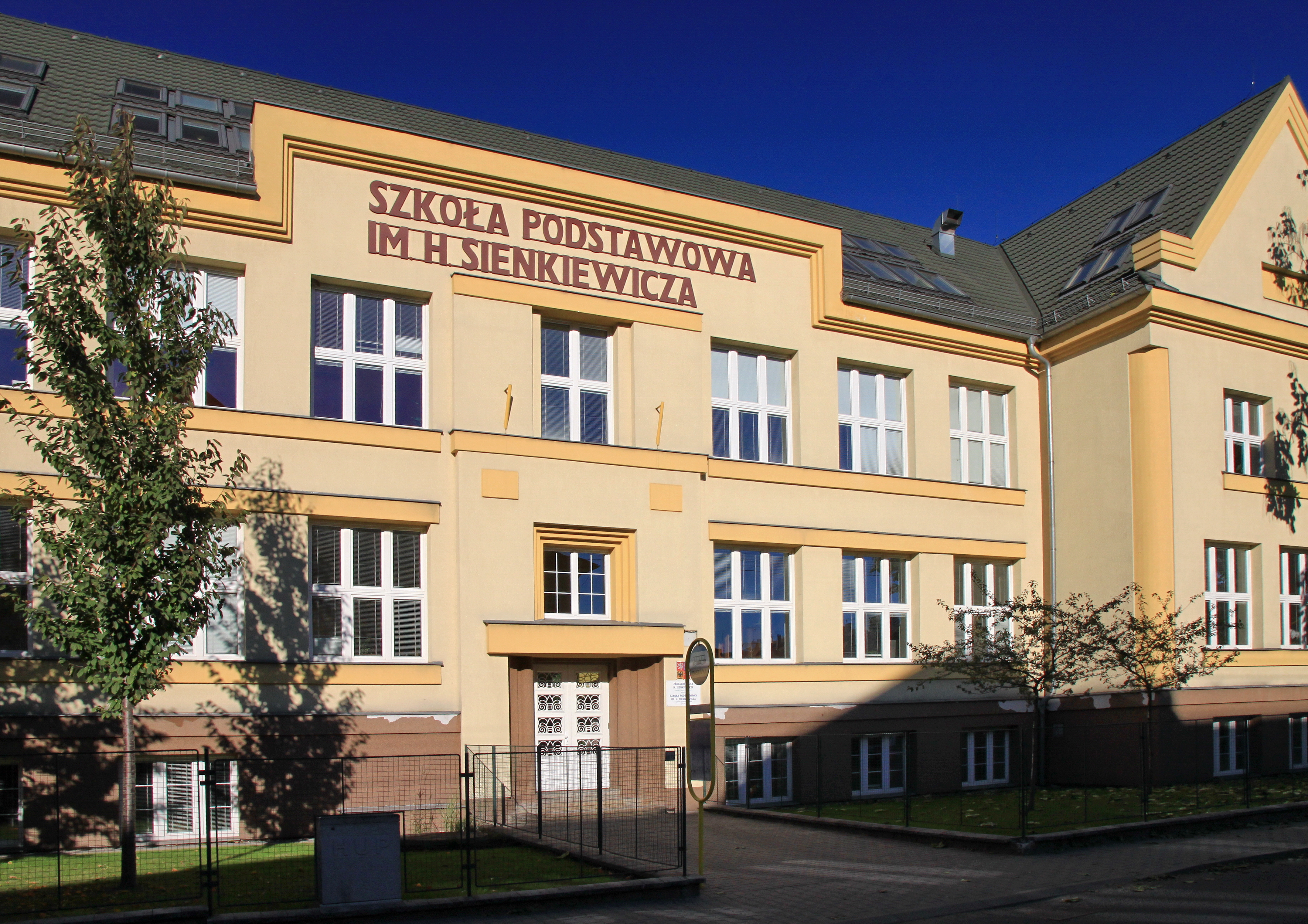
Budynek Polskiej Szkoły Podstawowej w Jabłonkowie

Szkoła Podstawowa im. Henryka Sienkiewicza w Jabłonkowie – szkoła podstawowa z polskim językiem nauczania w Jabłonkowie. 

## Opis
Historia szkoły sięga do roku 1685. W tych czasach kształcono dzieci w języku niemieckim, dopiero później wprowadzono język polski. W roku 1883 został otwarty nowy, murowany budynek przez burmistrza miasta Antoniego Auschwitzera. W roku 1921 doszło do podziału narodowościowego i powstała pierwsza szkoła czeska. W roku 1927 został przeniesiony budynek szkoły polskiej na ulicę Szkolną, gdzie znajduje się do dziś. Otwarcie nowej szkoły nastąpiło 9 września 1928 roku. W czasie okupacji budynek szkoły był siedzibą niemieckiej NSDAP, a później Wermachtu. W roku 2005 nastąpiła modernizacja i rozbudowa szkoły. Uroczyste otwarcie nastąpiło 20 kwietnia 2006 roku. Szkoła składa się z klas od 1 do 9 i w klasie 6 dołączają dzieci z okolicznych szkół. Szkoła bierze udział w różnych akcjach kulturalnych i różnych projektach. 

## Dyrektorzy
- Rudolf Paszek (1926-1938)
- Franciszek Szymonik (1938-1939)
- Karol Piegza (1945-1960)
- Gustaw Słowik (1960-1976)
- Jan Cieślar (1976-1990)
- Sylwia Mrózek (1990-2000)
- Bogusław Słowioczek (2000-2009)
- Urszula Czudek (2009 -)